# محمدرضا حاج‌یوسف‌زاده
محمدرضا حاج‌یوسف‌زاده (متولد قائم‌شهر)از جودوکاران سابق تیم ملی و سابقه حضور ۲۰ ساله در کنار تیم ملی ایران عنوان بهترین مربی آسیا را دارد. وی سال‌ها به عنوان سرمربی تیم‌های ملی بزرگسالان و جوانان ایران فعالیت کرده‌است.